# 悲情花街
《悲情花街》（Die freudlose Gasse）是一部1925年的德国黑白默片，导演为乔治·威廉·派伯斯特，由葛丽泰·嘉宝，阿斯泰·尼尔森，维纳·克劳斯主演。
電影以1920年代的奧地利為背景，描述兩名女子分別用不同的方法，嘗試走出貧民窟的經過。

## 參註
1. ↑  David Robinson; Paul Duncan. . Taschen. 2007: 180  [18 July 2010]. ISBN 9783822822098. （原始内容存档于2017-04-16）.

## 外部連結
- 互联网电影数据库（IMDb）上《悲情花街》的资料（英文）